# Defying Gravity (Keith Urban)
Defying Gravity è il sesto album in studio del cantante country australiano Keith Urban, pubblicato nel 2009.

## Tracce
1. Kiss a Girl – 3:46
2. If Ever I Could Love – 5:00
3. Sweet Thing – 3:48
4. 'Til Summer Comes Around – 5:31
5. My Heart Is Open – 5:29
6. Hit the Ground Runnin' – 3:24
7. Only You Can Love Me This Way – 4:07
8. Standing Right in Front of You – 4:01
9. Why's It Feel So Long – 3:24
10. I'm In – 4:33
11. Thank You – 5:14

## Classifiche
| Classifica (2009) | Posizione raggiunta |
| ----------------- | ------------------- |
| Australia         | 3                   |
| Stati Uniti       | 1                   |